# 元曲四大家
元曲四大家指马致远、关汉卿、白朴、郑光祖四位元代杂剧（元曲）作家。
明代何良俊在《四友斋丛说》中说：“元人樂府称马东篱、郑德辉、关汉卿、白仁甫為四大家。”在此以前，元代周德清在《中原音韵》序中说：“乐府之盛之备之难，莫如今时……其备则自关、郑、白、马，一新制作。”但是，周德清虽以四人并称，却并未命以“四大家”之名。在排名上，元代鐘嗣成的《錄鬼簿》把關漢卿列為雜劇作家之首。近代王國維的《宋元戲曲史》中說:“元代曲家，自明以來，稱關、馬、鄭、白，然以其年代及造詣論之，寧稱關、白、馬、鄭為妥也。關漢卿一空倚傍，自鑄偉詞，而其言曲盡人情，字字本色，故當為元人第一。” 
另外，明初贾仲明为马致远作的吊词中又有“共庾、白、关老齐眉”的说法，庾是指庾吉甫。这些说法表明，元曲四大家的概念是逐渐形成的。
至於今日習見之「關馬鄭白」簡稱，其排名關為第一大抵無議，但馬鄭白之排行則歷來諸多爭議。台灣東吳大學張敬故教授認為，「關馬鄭白」之排行實無高低優劣之意義，純為依「平上去入」排序耳。关汉卿代表作《窦娥冤》，白朴代表作《梧桐雨》，马致远代表作《汉宫秋》，郑光祖代表作《倩女离魂》。
近年来还有“元曲六大家”之说，指元曲四大家再加上王实甫和乔吉。